# Kliffhonigbiene

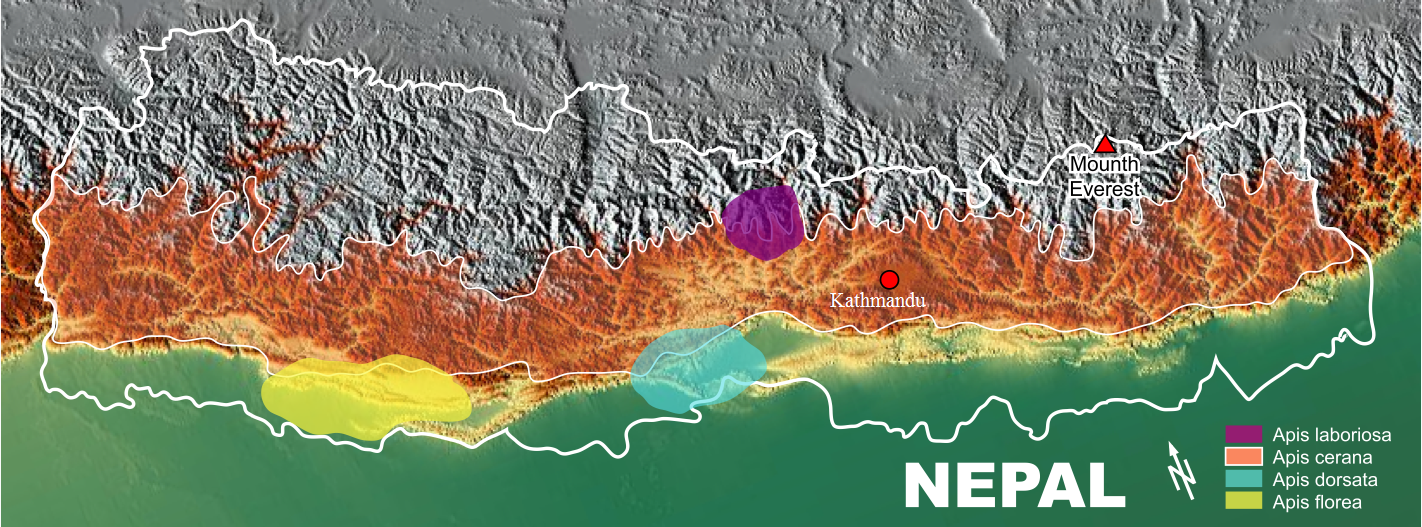
Verbreitungsgebiet von Apis laboriosa in Nepal

Die Kliffhonigbiene (Apis laboriosa), auch als Felsenbiene bezeichnet, ist mit bis zu 3 cm die größte der weltweit neun Honigbienenarten. Von vielen Wissenschaftlern wird sie als Apis dorsata laboriosa auch als Unterart der Riesenhonigbiene eingestuft.

## Beschreibung
Apis laboriosa baut eine einzige ca. 80 cm breite und 1 m lange ungeschützte Wabe, an steile Felsen gehängt. Durch wildes Sammeln (honey hunting) ihres Honigs und ihres Wachses, wobei die Wabe vernichtet wird, ist sie sowohl in Nepal als auch in Tibet stark gefährdet und vom Aussterben bedroht. Sie existiert daneben in kleinen Gebieten von China und Indien.
Die Zeichnung der Biene ist schwarz mit weißen Hinterleibsringen.
Die meisten Völker wandern zwischen einem Sommer- und einem Winterstandort, wobei oft Strecken von 100 km zurückgelegt werden. Die Winterzeit, die etwa sieben Monate zwischen Oktober und April, verbringt die Biene in geringen Höhen ab 850 m mit gemäßigterem Klima. Dort sind Trachtpflanzen wie Schwarzer Senf, Eupatorium odoratum und Fagopyrum sagittum anzutreffen. In dieser Zeit erleiden die Bienenvölker große Verluste durch den Einsatz von Pestiziden der in diesen Höhen betriebenen Landwirtschaft.
Im Mai, wenn die Temperatur 25 °C erreicht, wandern die Kliffhonigbienen für 5 Monate bis Ende September in die subalpine Zone zwischen 2500 und 3000 Meter Höhe. Dort befliegen sie z. B. Rhododendron-Arten.

## Systematik
Die taxonomische Eingliederung der Kliffhonigbiene ist schwierig und zwischen verschiedenen Wissenschaftlern umstritten. Nach einer grundlegenden Veröffentlichung von Michael S. Engel (1999) handelt es sich bei der Kliffhonigbiene nicht um eine eigenständige Art, sondern nur um eine Unterart (Rasse) der Riesenhonigbiene (Apis dorsata). Trotzdem wird in vielen Veröffentlichungen neueren Datums noch der bisherige lateinische Name Apis laboriosa und nicht Apis dorsata laboriosa verwendet. Zudem stufen z. B. Arias und Sheppard die Kliffhonigbiene aufgrund neuerer Untersuchungen mitochondrialer DNS wieder als eigenständige Art ein.

## Film
- Roger Webb (Produzent, Regisseur): Nepals Honigjäger – Auf der Suche nach dem süssen Gold (eng. Originaltitel: Natural World ‘Jimmy and the Honey Hunters of Nepal’); Dokumentarfilmer Roger Webb begleitet den jungen britischen Imker Jimmy Doherty auf einer Reise zu den Honigjägern Nepals. Die jahrtausendealten Techniken der Honigjagd, das Abseilen an hundert Meter hohen Hängen und das Lösen der Honigwaben der Kliffhonigbienen an Felsvorhängen mit langen Stangen wird dokumentarisch festgehalten.[4]